# سامسونگ گلکسی آ۳۱
سامسونگ گلکسی آ۳۱ (به انگلیسی: Samsung Galaxy A31) یک فبلت تولیدی از شرکت سامسونگ است. این فبلت در ۲۴ مارس ۲۰۲۰ معرفی و در ۲۷ آوریل ۲۰۲۰ در چهار رنگ سرمه ای، آبی، قرمز و سفید به بازار عرضه شد.
و خیلی بهتر از سامسونگ a30 عمل کرده است و ساخت کشور ویتنام هست
این تلفن هوشمند به یک تراشه مدیاتک هلیو P65 با پردازشگر گرافیکی Mali-G52 MC2 مجهز شده است. اثر انگشت این مدل از نوع اپتیکال بوده و در صفحه نمایش جای گرفته است. باتری ۵۰۰۰ میلی‌آمپری از نوع لیتیوم-پلیمر در دل این فبلت جای دارد، همچنین قابلیت شارژ سریع ۱۵ واتی نیز از طریق درگاه یواس‌بی تایپ-سی میسر می‌باشد. و شارژ سری و خوبی دارد صفحه نمایش این تلفن هوشمند ۶٫۴ اینچی از نوع سوپر آمولد با وضوح ۱۰۸۰ × ۲۴۰۰ می‌باشد.
مدل‌های گوشی سامسونگ a31 عبارتند از
- ۶۴ گیگابایت حافظه داخلی + ۴ گیگابایت حافظه رم
- ۱۲۸ گیگابایت حافظه داخلی + ۴ گیگابایت حافظه رم
- ۱۲۸ گیگابایت حافظه داخلی + ۶ گیگابایت حافظه رم
- ۱۲۸ گیگابایت حافظه داخلی +۶ گیگابایت حافظه رم

در پشت این فبلت می‌توان دوربین ۴ گانه را مشاهده کرد، یک حسگر ۴۸ مگاپیکسلی برای دوربین اصلی، یک حسگر ۸ مگاپیکسلی به عنوان دوربین فوق عریض، یک حسگر ۵ مگاپیکسلی به عنوان دوربین ماکرو و یک حسگر ۵ مگاپیکسلی دیگری برای تشخیص عمق؛ برای دوربین جلو یا سلفی هم یک حسگر ۲۰ مگاپیکسلی قرار داده شده است.
این گوشی میان رده بهتر از مدل‌های پایین‌تر از خودت و بالاتر از خود عمل کرده
این گوشی رم ۸+ ندارد